# Assumptionssystrar
Assumptionistsystrar är kanonissor (kvinnliga kaniker) som tillhör någon av sju skilda men likartade organisationer av kristna kommuniteter, kongregationer, och som följer Augustinus klosterregel. I likhet med Skolsystrarna de Notre Dame arbetar de ofta med skolundervisning, men de kan även ha kateketiska uppdrag inom romersk-katolska församlingar och stift. Den första av de kvinnliga assumptionistkongregationerna grundades år 1839 av Marie-Eugénie de Jésus (1817–1898), och under de följande decennierna grundades liknande kvinnliga kongregationer i andra delar av världen. Kongregationerna är uppkallade efter Jungfru Marie upptagning till himmelen (Assumptio Mariae).